# Grb Hrvata u Srbiji
Grb Hrvata u Srbiji službeno je izabran 11. lipnja 2005., odlukom Hrvatskog nacionalnog vijeća donesenoj na sjednici.

Nakon odcjepljenja Crne Gore od Srbije, grb je prihvaćena kao grb Hrvata u Srbiji.
Sliči grbu Republike Hrvatske, jedino što na njemu nema krune sastavljene od grbova pet povijesnih hrvatskih regija.
Podijeljen je u 25 crvenih i bijelih polja i to na taj način da je prvo polje grba (gornji lijevi kut) crvene boje. Obrubljen je crvenom crtom. 
Na zastavi Hrvata u Srbiji je smješten u sredini zastave tako da donji dio grba zalazi u plavo polje zastave.

Središnja točka grba poklapa se s točkom u kojoj se križaju dijagonale zastave. 

## Vanjske poveznice
- Hrvatska riječ[neaktivna poveznica] Konačno zastava, 17. lipnja 2005.
- Hrvatska riječ[neaktivna poveznica] Zastava i grb za hrvatsku zajednicu, 17. lipnja 2005.
- Hrvatska riječ[neaktivna poveznica] Nacionalni simboli u službenoj uporabi, 25. studenoga 2005.